# Tetramorium trimeni
Tetramorium trimeni är en myrart som först beskrevs av Carlo Emery 1895.  Tetramorium trimeni ingår i släktet Tetramorium och familjen myror. Inga underarter finns listade i Catalogue of Life.